# Sven Hannawald
Sven Hannawald (* 9. listopadu 1974 v Erlabrunnu, Německo) je bývalý německý reprezentant ve skoku na lyžích s přezdívkou Hanni.
V počátcích své kariéry se zkoušel prosadit jako závodník v severské kombinaci. Protože však v běžecké části nevykazoval výjimečné výsledky, věnoval se pouze skokanské části.

## Sportovní úspěchy
Ve světovém poháru debutoval v sezóně 1992/93, kdy se představil ve dvou německých závodech série Turné čtyř můstků. V sezóně 1997/98 vyhrál mistrovství světa v letech na lyžích, které se konalo v Obersdorfu. Vítězství zopakoval i v sezóně 1999/2000.
Nejúspěšnější Hannawaldovou sezónou je 2001/02, během níž dokázal jako první skokan historie vyhrát všechny čtyři závody Turné čtyř můstků. Navíc se v této sezóně stává potřetí za sebou mistrem světa v letech na lyžích.

### Olympijské hry
V roce 2002 vybojoval druhé místo na středním můstku na olympijských hrách v americkém Salt Lake City. Na stejných hrách získal ještě zlatou medaili v soutěži družstev.